# 객관적 구조화된 임상 시험
객관적 구조화된 임상 시험(영어: objective structured clinical examination; OSCE)은 임상 역량을 평가하는 한 가지 방법으로, 시험의 객관성에 주의를 기울여 계획적 또는 구조화된 방식으로 구성 요소를 평가한다. 이는 기본적으로 학생들이 돌아다니고 학생들이 특정 작업을 수행하고 평가받는 여러 스테이션으로 구성된 조직 프레임워크이다. OSCE는 종종 의료 분야에서 평가에 사용되는 현대적인 유형의 시험이다.
실제 환자처럼 연기하는 표준 환자(standardized patient, SP)를 대상으로 진찰, 문진, 처치 등을 보여주는 시험이다.

## 역사와 목적
OSCE의 일반적인 용도는 다음과 같다.
- 대부분 의대에서 학부 과정 동안 학생 또는 수련생의 최소 허용 기준을 테스트하기 위한 성과 기반 평가 도구로
- 왕립 협회 시험에서 졸업 후 고위험 평가 도구로
- 학부 의학 교육에서 형성 평가 도구로
- 의료 행위를 수행하기 위한 고위험 면허 및 자격증을 추구하는 졸업생을 평가하기 위한 도구로
- 즉각적인 피드백을 제공하기 위한 교육 도구로

## 같이 보기
- 의과대학
- 의예과
- 반코마이신 내성 창자알균